# Aheu
Aheu (Alternativnamen: Aho, Kha Tong Luang, Thavung, Phon Soung, in Thailand meist So) ist eine Sprache, die in Südostasien gesprochen wird.

## Verbreitung
In den neunziger Jahren gab es etwa 750 Sprecher dieser Sprache in Thailand, hauptsächlich in der Amphoe Song Dao, Provinz Sakon Nakhon und etwa 1.770 Sprecher in Laos an den Ufern des Flusses Theun, östlich und südlich von Lak Sao im Distrikt Khamkeut, Provinz Khammuan, sowie in der Provinz Bolikhamsai. Insgesamt beläuft sich die Zahl der Sprecher auf etwa 2.520.

## Charakteristiken
Aheu hat vier unterschiedliche Lautbildungen, die zwischen klar und stark beatmet angesiedelt sind. Daneben weist die Sprache die Glottalisation der Endkonsonanten auf.